# Helena de Veszprém
Beata Helena de Veszprém (en húngaro: Magyar Boldog Ilona) (?, a comienzos de 1200 - Veszprém, cerca de 1270). Fue priora del convento de monjas dominicas de Veszprém y tutora de la princesa Santa Margarita de Hungría.

## Biografía
Helena hizo su juramento de religiosa en 1222 en el convento de monjas dominicas de Veszprém del cual al poco tiempo se convertirá en su priora. Durante 7 años fue la maestra y tutora de la princesa Santa Margarita de Hungría, hija del rey Bela IV de Hungría, nacida en 1242 y criada en el monasterio. Antes de su muerte, Helena tuvo premoniciones, y aparecieron estigmas en su cuerpo. No se sabe nada de su origen o circunstancias familiares, solo que su lengua materna era el húngaro. Durante sus rezos solía elevarse del suelo en el aire. En el momento de la comunión veía como Cristo mismo le daba la hostia. El 9 de noviembre de 1270, en su lecho de muerte también vio a Cristo y a un gran grupo de santos. Doce años después de su muerte, sus restos mortales fueron colocados en una tumba hecha expresamente para ella en la iglesia del convento.